# Stefan Rogentin
Stefan Rogentin (Lenzerheide, 16 maggio 1994) è uno sciatore alpino svizzero.

## Biografia
Originario di Lenzerheide e attivo in gare FIS dal dicembre del 2009, in Coppa Europa Rogentin ha esordito il 7 gennaio 2011 a Wengen in supergigante (67º) e ha colto il primo podio il 5 febbraio 2016 a Sarentino nella medesima specialità (3º). Ha debuttato in Coppa del Mondo il 4 dicembre 2016 a Val-d'Isère in slalom gigante, senza completare la prova; il 16 marzo 2018 ha ottenuto la sua prima vittoria in Coppa Europa, nel supergigante disputato a Soldeu. Ai XXIV Giochi olimpici invernali di Pechino 2022, suo esordio olimpico, si è classificato 25º nella discesa libera e 14º nel supergigante; il 13 gennaio 2023 ha conquistato a Wengen in supergigante il primo podio in Coppa del Mondo (2º) e ai successivi Mondiali di Courchevel/Méribel 2023, sua prima presenza iridata, si è classificato 19º nel supergigante e non ha completato la combinata. Il 22 marzo 2024 ha conquistato a Saalbach-Hinterglemm in supergigante la prima vittoria in Coppa del Mondo; ai Mondiali di Saalbach-Hinterglemm 2025 ha vinto la medaglia di bronzo nella combinata a squadre e si è piazzato 12º nella discesa libera e 9º nel supergigante e in quella stessa stagione 2024-2025 è stato 2º nella Coppa del Mondo di supergigante superato dal vincitore, Marco Odermatt, di 215 punti.

## Palmarès

### Mondiali
- 1 medaglia:
  - 1 bronzo (combinata a squadre a Saalbach-Hinterglemm 2025)

### Coppa del Mondo
- Miglior piazzamento in classifica generale: 10º nel 2025
- 6 podi (2 in discesa libera, 4 in supergigante):
  - 1 vittoria (in supergigante)
  - 1 secondo posto (in supergigante)
  - 4 terzi posti (2 in discesa libera, 2 in supergigante)

#### Coppa del Mondo - vittorie
| Data          | Località             | Paese   | Specialità |
| ------------- | -------------------- | ------- | ---------- |
| 22 marzo 2024 | Saalbach-Hinterglemm | Austria | SG         |

Legenda:

SG = supergigante

### Coppa Europa
- Miglior piazzamento in classifica generale: 2º nel 2017 e nel 2019
- Vincitore della classifica di supergigante nel 2021
- 16 podi:
  - 4 vittorie (1 in discesa libera, 3 in supergigante)
  - 7 secondi posti
  - 5 terzi posti

#### Coppa Europa - vittorie
| Data             | Località             | Paese    | Specialità |
| ---------------- | -------------------- | -------- | ---------- |
| 16 marzo 2018    | Soldeu               | Andorra  | SG         |
| 12 dicembre 2018 | Sankt Moritz         | Svizzera | SG         |
| 20 gennaio 2020  | Wengen               | Svizzera | DH         |
| 13 marzo 2021    | Saalbach-Hinterglemm | Austria  | SG         |

Legenda:

DH = discesa libera

SG = supergigante

### Campionati svizzeri
- 5 medaglie:
  - 4 argenti (supergigante, combinata nel 2017; supergigante nel 2018; supergigante nel 2023)
  - 1 bronzo (discesa libera nel 2018)